# Silvan Loher

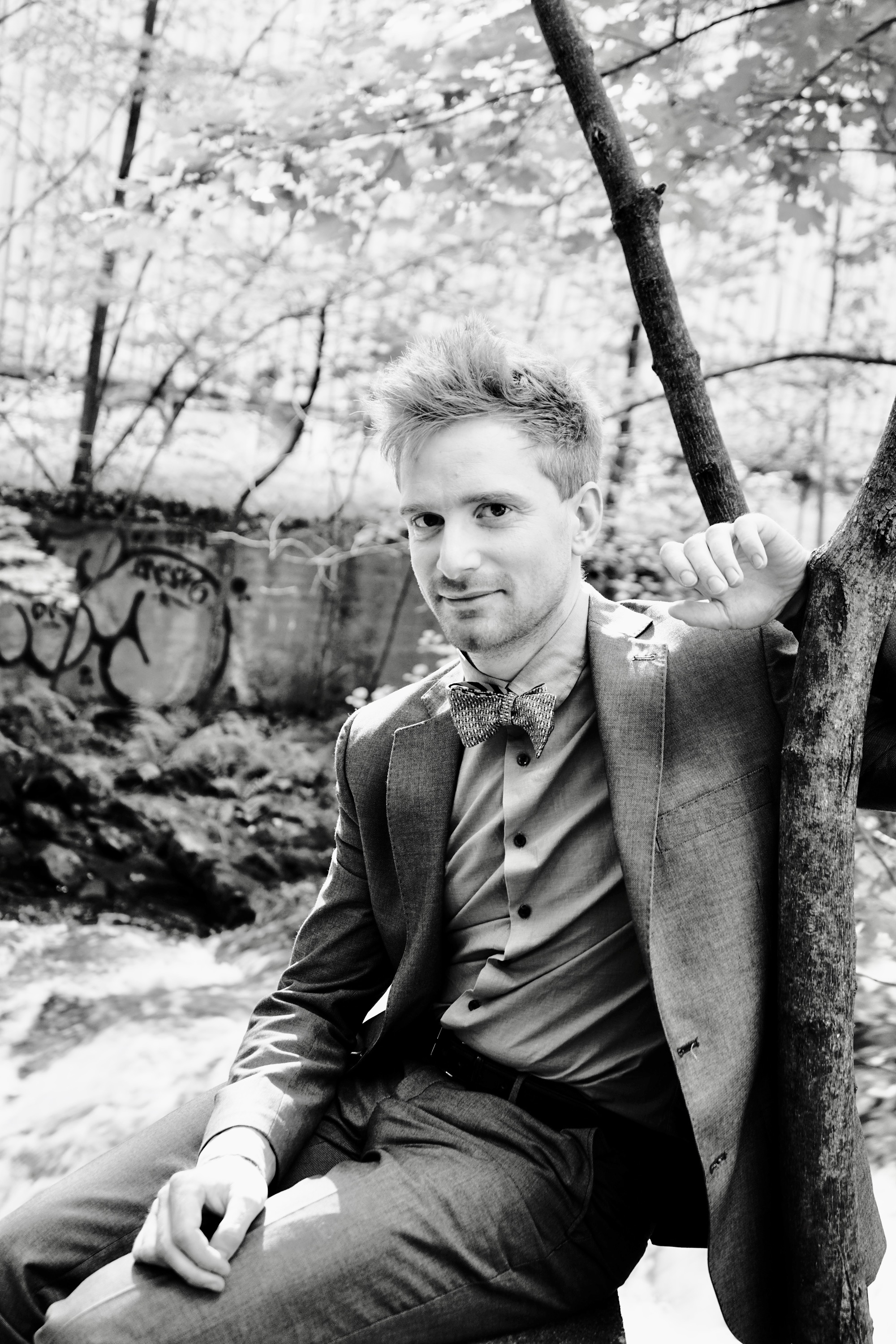
Silvan Loher

Silvan Loher (* 2. April 1986) ist ein Schweizer Komponist von Kunstmusik. Er ist für seine Vokal-, Kammer- und Orchesterkompositionen bekannt, die wiederholt im öffentlichen Radio der Schweiz, Grossbritanniens, Italiens und Europas ausgestrahlt wurden. und positiv in der Presse rezensiert wurden. Loher lebt heute in Oslo (Norwegen).

## Biografie

### Ausbildung
Nach dem Abitur begann Loher zwei Jahre lang eine Tänzerausbildung an der Ballettschule für das Opernhaus Zürich. Seine musikalische Ausbildung begann er 2006 mit dem Kompositionsstudium bei Georg Friedrich Haas und Jakob Ullmann an der Hochschule für Musik (Basel) und schloss 2013 mit einem Master in Komposition und Musiktheorie ab. Loher besuchte auch Kompositions-Meisterkurse bei Beat Furrer, Helmut Lachenmann, Chaya Czernowin und Thomas Jennefelt.

### Karriere
Viele von Lohers Kompositionen sind für historische Instrumente und Stimmen konzipiert. Er hat mit diversen Musikinstitutionen, Gruppen und Ensembles zusammengearbeitet, darunter Schola Cantorum Basiliensis (Basel), De Swaen (Amsterdam), Il Continuo (Cremona), Camerata Variabile (Basel), Voces Suaves (Basel), Cafebaum (Basel), Liedduo Brütsch & Engeli (Laufenburg), Media Res (Basel), und Paulus Barokk (Oslo). 2013 gewann sein Klarinettenquintett bei der VII. Ausgabe des Wettbewerbs ... a Camillo Togni in Brescia den Sonderpreis der Jury. Lohers Kompositionen wurden auf Musikfestivals wie dem Musikalischen Sommer in Ostfriesland (2013), dem internationalen Bachfest Schaffhausen (2018), dem Ars Braemia Musikfestival in Rheinau (2019), und dem Swiss Chamber Music Festival in Adelboden aufgeführt (2020).
Seine Musik wurde auch in Konzerten in Brescia (2013), Weil am Rhein (2014) Schaffhausen (2014, 2019, 2020), Basel (2014, 2015, 2017, 2019), Cremona (2016), Freiburg (2017), Neuhausen (2017), Zürich (2017), Klosterkirche Muri (2017), Laufenburg (2018), Rheinau (2019), Oslo (2019), Hamar (2019), und Adelboden (2020) gespielt.
Seine Kompositionen wurden auf BBC Radio 3, Rai Radio 3, SRF, und der Europäischen EBU ausgestrahlt. Im Jahr 2020 wurde Loher ausgewählt, um zur Musik für «Rhyality» beizutragen, eine Videoinstallation, die permanent in der Immersive 360 ° Art Hall über dem Rheinfall im Kanton Schaffhausen gezeigt wird.
2017 veröffentlichte der Komponist seine erste CD mit dem Titel Night, Sleep, Death and the Stars auf dem Label Odradek und in Zusammenarbeit mit dem Schweizer Radio SRF. Das Album enthält Lieder für Gesang und Klavier mit Gedichten der deutschsprachigen Mascha Kaléko und des amerikanischen Dichters Walt Whitman, interpretiert von Silke Gäng (Mezzosopran) und Marco Scilironi (Klavier). Die «strikte Tonalität» der Lieder und ihre Reminiszenz an Chansons aus dem frühen zwanzigsten Jahrhundert wurden festgestellt.
Lohers Musikstil wurde als «differenziert und feingliedrig» beschrieben, seine künstlerische Sprache als eine «höchst intensive Musiksprache, die fast magisch (...) Dramatik mit klanglicher Poesie verbindet». Er ist Mitglied des Schweizerischen Musikerverbandes (Sonart), und des norwegischen Komponistenverbandes (Norsk Komponistforening). Ein langes Interview mit dem Komponisten wurde im Juni 2018 von der Zeitschrift International Arts Manager veröffentlicht.

## Kompositionen (Auswahl)
- Quintett für Klarinette und Streicher (2009/2012).[17]
- Durch Kahle Birken (2010–2012), für Sopran-, Alt- und Basssolisten, Flöte, Oboe d’amore, Oboe di Selva, Fagott, zwei Violinen, zwei Bratschen, Cello und Kontrabass, basierend auf Gedichten von Georg Trakl.[37]
- Ten Poems by Walt Whitman (2012–2013), Liederzyklus, bestehend aus den Liedern To You, As If a Phantom Caress’d Me, Aroused and Angry, A Prairie Sunset, A Clear Midnight, Soon Shall The Winter’s Foil Be Here, Joy Shipmate Joy!, To The States, Of Him I Love Day and Night, Tramp a Perpetual Journey.[33]
- Lieder nach Gedichten von Mascha Kaléko (2012–2015), bestehend aus den Liedern Interview mit mir selbst, Konsequenz des Herzens, Blasse Tage, Auf eine Leierkastenmelodie, Herbst-Melancholie, Geburtstag, Agota, Kleines Liebeslied, Wenn man nachts nicht schlafen kann, Gewissermassen ein Herbstgedicht.[33]
- Intermezzi (2014), für Barockorchester.[18]
- Partita a tre violini senza basso (2016), Ricercar (Andante) – Corale (Largo) – Finale (Allegro risoluto); Arbeit im Auftrag des Ensemble «Il Continuo».[10]
- Messe für Muri (2016) für 20 Stimmen und 16 historische Instrumente. (Beschrieben als «musikalisch zugänglich und doch geheimnisvoll. Ein Komponist, der in keine Schublade passt»).[5]
- Dann werden wir kein Feuer brauchen (2017), für Stimme, Klarinette, Violine, Bratsche, Violoncello und Harfe.[31]
- Walt Whitman’s Credo (2018) für Mezzosopran, Englischhorn oder Klarinette und Violoncello.[25]
- De Profundis, Kantate für Sänger und Barockorchester (2018). (E«ine Komposition, die die Zwischenwelten von Dunkel und Hell aus[lotet], den Übergängen nach[spürt] und dabei eine ganze Palette von komplexen Akkordbildungen zwischen scharfer Dissonanz und strahlendem Wohlklang [verwendet].»)[38]
- Ungeheuer ist viel und nichts ungeheurer als der Mensch (2018), für Sopransolo, 2 Chöre und Barockorchester, eine Motette, die auf einem Text aus Sophokles’ Antigone basiert.[38]
- Es-Dur (2018), für Violine solo über einem Gedicht von Klaus Merz.[15]
- Fantasie und Fuge (2018) für Barockorchester.[14]
- Pappelallee (2018), Liederzyklus auf drei Gedichten von Christian Haller.[12]
- Les violons de l’automne (2019) für Sopran und 4 Bratschen, Liederzyklus über die Themen Verlust und verlorene Liebe in vier verschiedenen Sprachen.[13]
- Rheinfall im August (2019) für Sopran und Kammerensemble, komponiert für das Projekt «Rhyality» über einen Text von Ursula Haas.[39]
- Sonate für Sopran und Orgel (2020), Ein Stück mit Gedichten von Walt Whitman und der finnischen Dichterin Edith Södergran. («In einer höchst intensiven Musiksprache, die fast magisch eine wechselweise von Bedrohung und Zuversicht geprägte Dramatik mit klanglicher Poesie verbindet».)[21][40]
- Krusiduller (2020) für Violine und Klavier.[41]